# 노케역
노케역(일본어: 野芥駅)은 일본 후쿠오카현 후쿠오카시 사와라구 노케 2초메에 소재하는 후쿠오카 시 교통국 지하철 나나쿠마 선의 역이다. 지하철과 니시테쓰 버스의 환승객들도 많이 이용한다. 역 번호는 N04이다.
역의 심벌 마크는 근처에 "쓰바키 수로"를 따서 수로에 흐르는 동백꽃이다. 역 식별 색은 ■DIC-2486로, 와타나베도리 역과 공통이다.

## 역 구조
섬식 승강장 1면 2선의 지하역이다.

### 승강장
| 1 | ■나나쿠마 선 | 후쿠다이 앞・롯폰마쓰・야쿠인・덴진미나미 방면 |
| 2 | ■나나쿠마 선 | 하시모토 방면                                  |

## 이용 상황
2015년도의 1일 평균 승차 인원은 3,509명이다.
개통 이후 1일 평균 승차 인원의 추이는 아래 표와 같다.
| 연도   | 1일 평균 승차 인원 |
| ------ | ------------------ |
| 2004년 | 2,376              |
| 2005년 | 2,075              |
| 2006년 | 2,370              |
| 2007년 | 2,565              |
| 2008년 | 2,758              |
| 2009년 | 2,961              |
| 2010년 | 3,002              |
| 2011년 | 3,152              |
| 2012년 | 3,222              |
| 2013년 | 3,301              |
| 2014년 | 3,566              |
| 2015년 | 3,509              |

## 역 주변
- 조난 우체국
- 국도 제202호선 후쿠오카 외곽 환상 도로
- 국도 제263호선
- 이온 노케점

## 역사
- 2005년 2월 3일: 영업 개시.

## 사진

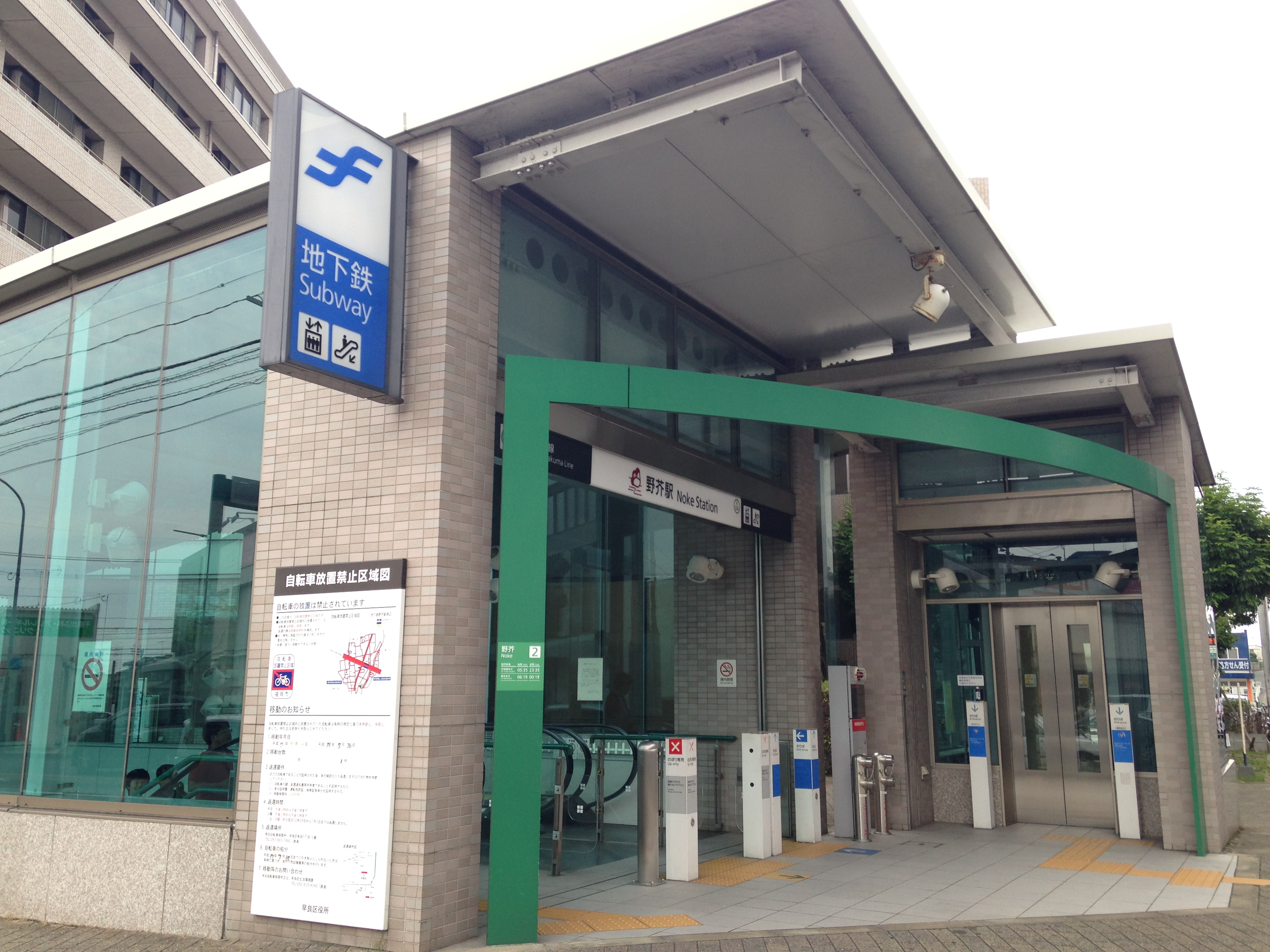
2번 출입구
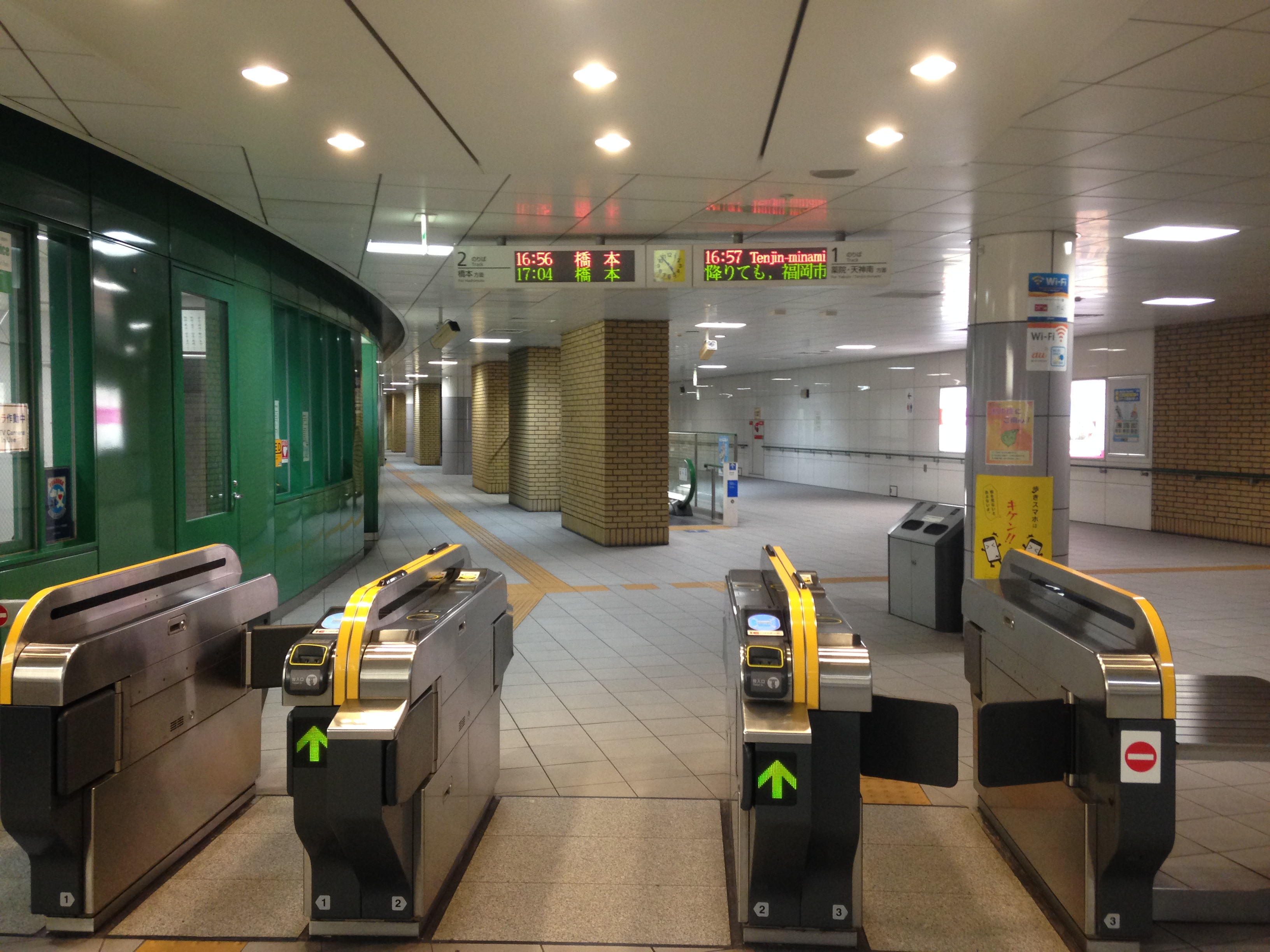
개찰구
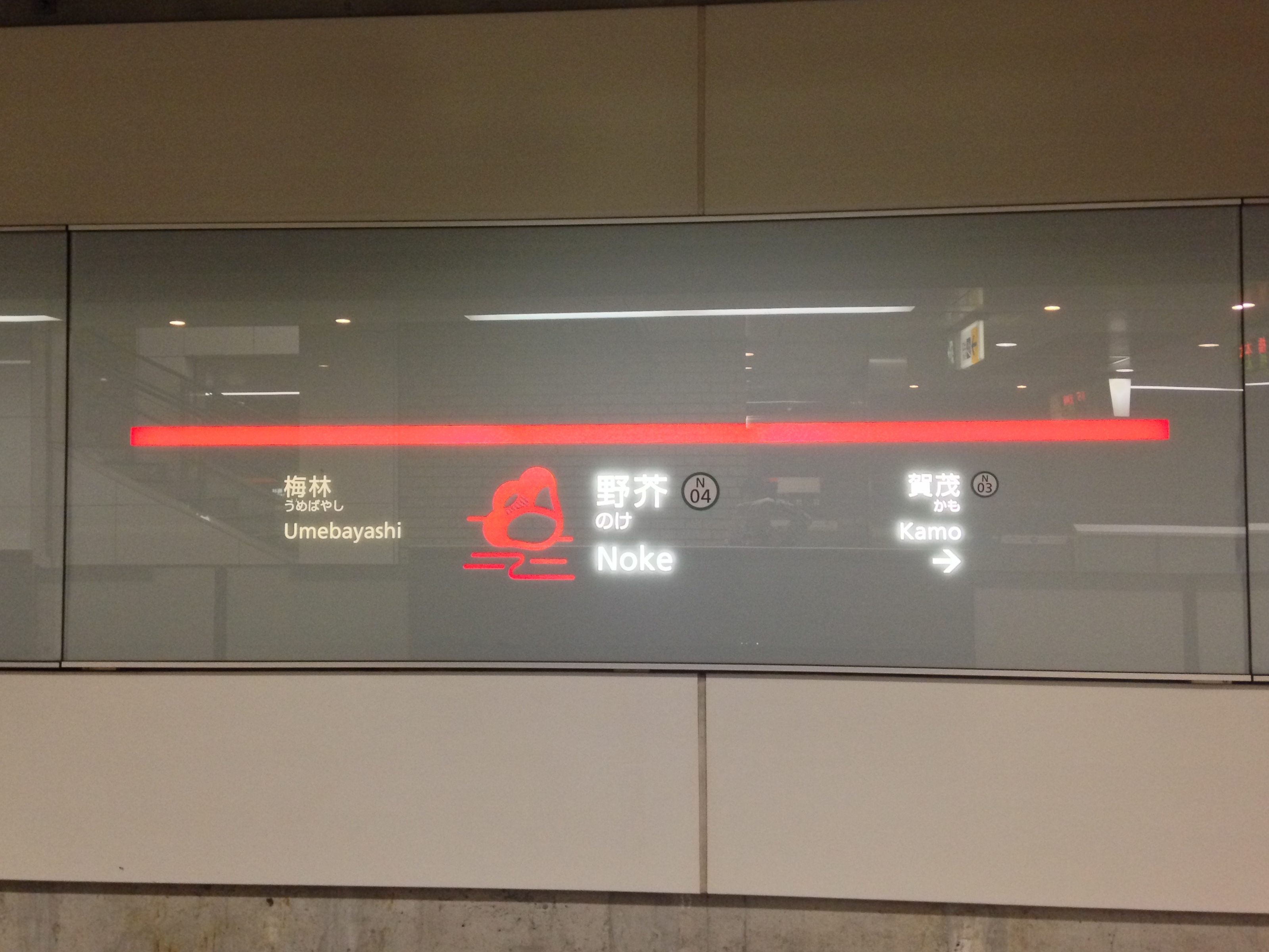
역명판

## 인접역
| 후쿠오카 시 교통국 ■ 지하철 나나쿠마 선 | 후쿠오카 시 교통국 ■ 지하철 나나쿠마 선 | 후쿠오카 시 교통국 ■ 지하철 나나쿠마 선 |
| --------------------------------------- | --------------------------------------- | --------------------------------------- |
| N03 가모 하시모토 방면                  |                                         | 우메바야시 N05 덴진미나미 방면          |